# Tökéletes hang
A Tökéletes hang (eredeti cím: Pitch Perfect) 2012-ben bemutatott zenés vígjáték Jason Moore rendezésében. A film főszereplői Anna Kendrick, Skylar Astin, Ben Platt, Brittany Snow, Anna Camp és Rebel Wilson. A producerek Elizabeth Banks, Paul Brooks és Max Handelman, a gyártók a Brownstone Productions és a Gold Circle Films, a moziforgalmazó pedig a Universal Pictures.

## Cselekmény
A 2011-es nemzeti a cappella versenyen a Barden University csak lányokból álló csapata, a Barden Bellas előadja a The Sign című dalt, de Aubrey Posen (Anna Camp) a szólója közepén elhányja magát, és a közönség céltáblájává válnak, és elvesztik a versenyt. Négy hónappal később Beca Mitchell (Anna Kendrick) akarata ellenére beiratkozik az egyetemre, mivel apja (John Benjamin Hickey), aki tanár az egyetemen, és nincsenek túl jó kapcsolatban a lányával, ráerőlteti, hogy jelentkezzen. Amikor megérkezik, próbál találni egy klubot, ahová tartozhat, de mivel őt a különböző dalok összekeverése, a mash-up-ozás érdekli, nem nagyon talál olyan klubot, amiben szeretne lenni. Végül csatlakozik a Barden Bellas-hoz, ahol a tavalyi incidens után Aubrey a vezető. Éppen ezért a 2012-es év Barden Bellas csapata eltér a korábban megszokottól. Így lesz az, hogy a 2011-es tökéletes alakú lányok után idén beválogatnak olyanokat is, mint például a kissé kerekebb Amy-t (Rebel Wilson) is, aki magát Háj-Amynek hívja, vagy Lilly-t (Hana Mae Lee), aki olyan halkan beszél, hogy senki sem hallja, de a csapatban ott van még Cynthia-Rose (Ester Dean) és Stacie (Alexis Knapp), valamint az előző évi csapatból Chloe (Brittany Snow). A tavalyi nagy rivális és győztes alakulatba, A The Treblemakers-be is jönnek új tagok; a Bumper vezette csapatba Jesse (Skylar Astin) és szobatársa, Benji (Ben Platt) is jelentkezik, ám csak az előbbi fiút veszik be.

## Szereposztás
The Barden Bellas
| Karakter           | Színész       | Magyar hang        |
| ------------------ | ------------- | ------------------ |
| Beca Mitchell      | Anna Kendrick | Czető Zsanett      |
| Chloe Beale        | Brittany Snow | Bogdányi Titanilla |
| Aubrey Posen       | Anna Camp     | Vadász Bea         |
| Háj-Amy            | Rebel Wilson  | Köves Dóra         |
| Stacie Conrad      | Alexis Knapp  | Molnár Ilona       |
| Lilly Okanakamura  | Anna Mae Lee  | Dögei Éva          |
| Cynthia-Rose Adams | Ester Dean    | Sági Tímea         |

The Treblemakers
| Karakter        | Színész          | Magyar hang     |
| --------------- | ---------------- | --------------- |
| Jesse Swanson   | Skylar Astin     | Hamvas Dániel   |
| Benji Applebaum | Ben Platt        | Baráth István   |
| Bumper Allen    | Adam DeVine      | Molnár Levente  |
| Donald          | Utkarsh Ambudkar | Markovics Tamás |

Egyéb szereplők
| Karakter                | Színész              | Magyar hang   |
| ----------------------- | -------------------- | ------------- |
| Gail Abernathy-McKadden | Elizabeth Banks      | Solecki Janka |
| John Smith              | John Michael Higgins | Holl Nándor   |
| Luke                    | Freddie Stroma       | Pipó László   |
| Kimmy-Jin               | Jinhee Joung         | Csuha Bori    |

## Fogadtatás
A Tökéletes hang nem aratott osztatlan sikert, de elmondhatja, hogy nem kapott rossz kritikákat; a Metacritic weboldal 66 pontot adott neki (100-ból), ami 23 pozitív és 10 vegyes kritika eredménye, míg a felhasználók 7.4 pontra értékelték (10-ből). A Rotten Tomatoes weboldal Tomatometer értékelője 79 százalékosra mondja, a felhasználók értékeléseinek átlaga pedig 83% lett. Az Internet Movie Database filmadatbázis 276 278 felhasználója pontozta 1-től 10-ig, és az eredmény 7,1 pont lett.

## Díjak és jelölések
| Díj                                   | Kategória                                       | Jelölt                                                                                  | Eredmény |
| ------------------------------------- | ----------------------------------------------- | --------------------------------------------------------------------------------------- | -------- |
| Critics’ Choice Movie Awards          | Legjobb színésznő egy vígjátékban               | Rebel Wilson                                                                            | Jelölve  |
| Detroit Film Critics Society          | Áttörő előadó                                   | Rebel Wilson                                                                            | Jelölve  |
| Dorian Awards                         | Az év Campy Flick-je                            | A film                                                                                  | Jelölve  |
| Motion Picture Sound Editors          | Legjobb zenevágás – Filmzene zenés játékfilmben | Matt Fausak (zenevágó) Angie Rubin (zenevágó) Oliver Hug (további zenevágó)             | Jelölve  |
| MTV Movie Awards                      | Áttörő alakítás                                 | Rebel Wilson                                                                            | Elnyerte |
| MTV Movie Awards                      | Legjobb zenés pillanat                          | Anna Kendrick Rebel Wilson Anna Camp Brittany Snow Alexis Knapp Ester Dean Hana Mae Lee | Elnyerte |
| MTV Movie Awards                      | Legjobb női alakítás                            | Rebel Wilson                                                                            | Jelölve  |
| MTV Movie Awards                      | Legjobb "mi a...?" pillanat                     | Anna Camp                                                                               | Jelölve  |
| People's Choice Awards                | Kedvenc vicces film                             | A film                                                                                  | Jelölve  |
| San Diego Film Critics Society Awards | Legjobb női mellékszereplő                      | Rebel Wilson                                                                            | Jelölve  |
| Teen Choice Awards                    | Kedvenc film: Jelenetlopó                       | A film                                                                                  | Jelölve  |
| Teen Choice Awards                    | Kedvenc filmszínész – Vígjáték                  | Skylar Astin                                                                            | Elnyerte |
| Teen Choice Awards                    | Kedvenc filmszínésznő – Vígjáték                | Rebel Wilson                                                                            | Elnyerte |
| Teen Choice Awards                    | Kedvenc film – Vígjáték                         | A film                                                                                  | Elnyerte |
| Teen Choice Awards                    | Kedvenc filmes gonosz                           | Adam Devine                                                                             | Elnyerte |
| Teen Choice Awards                    | Kedvenc filmszínésznő – Vígjáték                | Anna Kendrick                                                                           | Jelölve  |
| Teen Choice Awards                    | Kedvenc film: Jelenetlopó                       | Hanna Mae Lee                                                                           | Jelölve  |
| Teen Choice Awards                    | Kedvenc film: Jelenetlopó                       | Ben Platt                                                                               | Jelölve  |
| Teen Choice Awards                    | Kedvenc filmáttörés                             | Adam Devine                                                                             | Jelölve  |
| Teen Choice Awards                    | Kedvenc dal – Női előadó                        | Anna Kendrick a "Cups" c. dalért                                                        | Jelölve  |
| Teen Choice Awards                    | Kedvenc film – Szájzár                          | Skylar Astin Anna Kendrick                                                              | Jelölve  |
| Teen Choice Awards                    | Kedvenc film – Hissy Fit                        | Anna Camp Hana Mae Lee Brittany Snow Rebel Wilson                                       | Jelölve  |

## Érdekességek[6][7]
- Adam Devine (Bumper) a forgatáson véletlenül megdobta burritóval az operatőrt, miközben a forgatókönyv szerint Rebel Wilsont (Háj-Amy) kellett volna.
- Gail szerepét eredetileg Kristen Wiig számára írták, de ütemezési konfliktusok miatt a film egyik producere, Elizabeth Banks vállalta el.
- A film helyszíne, a Barden University egy kitalált oktatási intézmény.
- A szereplőgárda a forgatás előtt egy hónapos éneklős-táncolós táborban vett részt, mert a producerek biztosak akartak lenni abban, hogy mindenki tökéletesen tudja a mozdulatokat.
- A riff-off (énekverseny) jelenet eredetileg 17 dalt tartalmazott, de a forgatókönyvíró Kay Cannon hamar rájött, hogy ilyen sok dal nem fér bele a film költségvetésébe.
- Mikor Beca megérkezik az egyetemre és körülnéz jobb klubok után, a háttérben van egy csapat, ami kviddicsezik.